# Roman Jabłoński
Roman Jabłoński (ur. 1893 na Litwie Kowieńskiej, zm. 7 listopada 1920 w Rosławiu) – uczestnik rewolucji październikowej i wojny domowej w Rosji, lekarz.
Syn inżyniera kolejowego Adama, uczestnika rewolucji 1905. Studiował w Wojskowo-Lekarskiej Akademii w Petersburgu. Od 1914 w armii rosyjskiej, sanitariusz i lekarz na froncie. W 1917, po rewolucji lutowej, wstąpił do partii komunistycznej. Podczas rewolucji październikowej zgłosił się do dyspozycji Feliksa Dzierżyńskiego, członka Komitetu Wojskowo-Rewolucyjnego w Smolnym. Organizował służbę sanitarną w wojsku. W lutym 1918 wyruszył na front w okolice Piotrogrodu i organizował opiekę lekarską. Następnie zorganizował komisariat ochrony zdrowia w Łudze. Kierownik byłego szpitala Mikołajewskiego w Piotrogrodzie. Brał udział w organizowaniu obrony Piotrogrodu przed wojskami gen. Judenicza w 1919. Podczas wojny polsko-sowieckiej w 1920 był lekarzem w Armii Czerwonej. Zmarł na tyfus.